# دیوار پرده‌ای

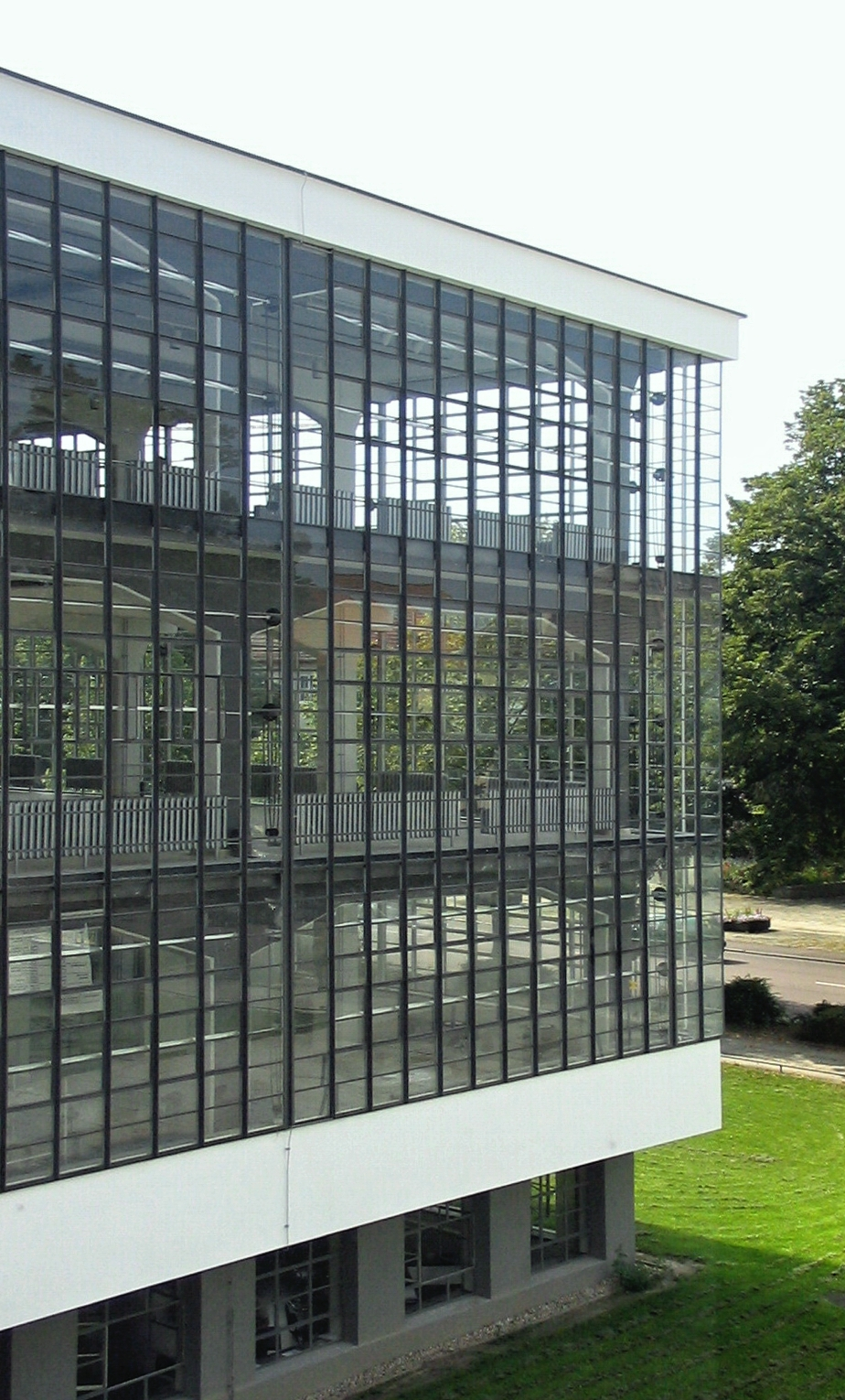
دیوار شیشه‌ای در دسائو باوهاوس

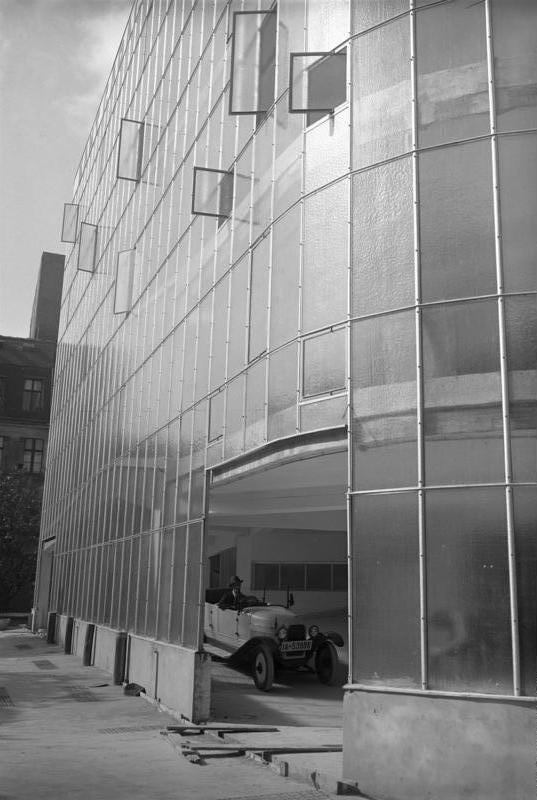
کانت گاراژ در برلین (۱۹۳۰)

دیوار پرده‌ای، دیوار شیشه‌ای یا کرتین وال (به انگلیسی: Curtain Wall) یک سیستم پوشش‌دهندهٔ بیرونی ساختمان است. این نوع دیوار همانند سایر دیوارهای پیرامونی، غیرسازه‌ای بوده و وظیفهٔ جدایی بیرون و درون ساختمان از هم را به عهده دارد و به همین علت از مصالح ساختمانی سبک ساخته می‌شود تا علاوه بر کاستن از بار مردهٔ ساختمان، هزینهٔ کمتری نیز داشته باشد. در صورت استفاده از شیشه به عنوان مصالح، می‌توان از نور طبیعی در تمام طبقات ساختمان به وفور استفاده کرد. نمای دیوار شیشه‌ای به جز وزن خود، هیچ بار مرده‌ای از سازه را حمل نمی‌کند. این نوع دیوار، فشارهای افقی باد را به وسیلهٔ اتصالات به دال و تیر و در کل خود به سازه منتقل می‌کند. دیوار شیشه‌ای تنها برای مقاومت ساختمان در برابر آب و هوای بیرون، نوسانات ناشی از فشار باد، نیروی زمین‌لرزه و نیروی حاصل از بار مردهٔ خود دیوار طراحی و محاسبه می‌گردد.
اولین نمونه‌های دیوار شیشه‌ای با استفاده از پروفیل‌های فلزی (فولاد) ساخته شد همچنین از چوب نیز به عنوان اجزای سخت مورد نیاز دیوار شیشه‌ای استفاده می‌شد. با شروع ساخت شیت‌های بزرگ شیشه در قرن هجدهم اولین دیوار شیشه‌ای مدرن با استفاده از چوب در امپراتوری عثمانی ساخته شد.
با شروع دههٔ ۱۹۷۰ و پیشرفت و گسترش صنعت فلزات، به‌ویژه آلومینیم، استفاده از این فلز در مصالح ساختمانی رونق گرفت. امروزه از پروفیل‌های اکسترودی آلومینیم در ساخت نماهای دیوار شیشه‌ای استفاده می‌گردد. خواص منحصر به فرد فلز آلومینیم و قابلیت اکسترود به شکل‌ها و طرح‌های دلخواه و انعطاف‌پذیری زیاد این فلز در طراحی مقاطع به هنگام اکسترود، این فلز را به اصلی‌ترین مصالح در ساخت و تولید نمای دیوار شیشه‌ای تبدیل کرد.
گسترش تولید شیشه با ابعاد بالا امکان نفوذ نور بیشتر به داخل ساختمان و کاهش هزینه‌های منبع نور و امکان استفادهٔ حداکثری از انرژی نور در روزهای کوتاه زمستان، معماران را بر آن داشت تا به جهت رسیدن به طراحی بهتر و دریافت بیشترین میزان نور طبیعی و همچنین امکان افزایش گسترهٔ دید از نمای داخلی ساختمان از شیشه به‌عنوان جداکنندهٔ اصلی) دیوار (در فریم‌های آلومینیمی بهره می‌برند. همچنین حسب نوع طراحی و سایر محاسبات و مسائل پیش روی ساختمان می‌توان از پشم سنگ، ورق‌های فلزی مانند آلومینیم، کامپوزیت‌ها یا ورق‌های گالوانیزه و همچنین لوورها به عنوان سایر مصالح پُرکننده می‌توان نام برد.

## سیستم
دیوار شیشه‌ای از لحاظ شیوه اجرایی به دودسته مهم نمای دیوار پرده‌ای یونیتایز و استیک تقسیم‌بندی می‌شوند. در هر دو روش‌های اجرایی دیوار شیشه‌ای همان طراحی شیشه‌ای نما و کرتین وال قابل اجراست و تنها تفاوت آنها در شیوه و مراحل نصب قطعات نما خواهد بود. Stick Curtain Wall یا اجرای دیوار شیشه‌ای به روش استیک شامل فرایندی است که تک‌تک اجزا و قطعات نما در خود محل اجرای نمای ساختمان مونتاژ خواهند شد. به عبارتی ساده‌تر برای اجرای نمای دیوار پرده‌ای به شیوه استیک تمامی قطعات موردنیاز تا محل ساختمان موردنظر حمل خواهند شد. سپس طبق مراحل اصلی و نقشه نمای ساختمان قطعات در محل، مونتاژ و نصب می‌گردند.
یکی از مهم‌ترین مزایای این شیوه اجرایی هزینه‌های پایین حمل‌ونقل است. این شیوه اجرایی برای ساختمان‌هایی با ارتفاع کم توصیه می‌گردد؛ چراکه برای ساختمان‌های بلند زمان اجرای نما را به طور چشمگیری افزایش می‌دهد که این امر می‌تواند هزینه‌های دستمزد تیم اجرایی را نیز افزایش دهند.
همچنین در روش دیوار شیشه‌ای استیک باید میزان فضای موجود در اطراف ساحتمان را برای تبدیل به کارگاه ساخت نما در نظر گرفت.
Unitized curtain wall به معنای نمای دیوار پرده‌ای به‌صورت یکپارچه در نقطه مقابل روش استیک قرار دارد. در این شیوه اجرایی تمامی قطعات از قبل در کارخانه‌های موردنظر مونتاژ و ساخته می‌شوند. قطعات آماده به محل ساختمان منتقل و فقط نصب آنها در این مرحله صورت می‌گیرد. این امر به‌شدت زمان اجرای نما و هزینه‌های مربوط به آن را کاهش می‌دهد. اجرای نمای دیوار شیشه‌ای به روش یکپارچه یا یونیتاز به‌خصوص برای ساختمان‌های بلند و نمای برج‌ها بسیار کاربردی و مناسب هستند.

## مزایا
– زیبایی و معماری مدرن.
– روشی مدرن و مقرون به صرفه برای پوشش نمای خارجی طبقات ساختمان است.
– بار اضافی به ساختمان اضافه نمی‌کند و بر روی سازهٔ مستقل نصب می‌شود.
– یکی از مزایای مهم این نمای شیشه‌ای امروزی این است که می‌توان آن را از مواد بسیار سبک‌تری مانند شیشه ساخت.
– استفاده از شیشه در این سیستم نما، امکان استفادهٔ حداکثری از نور طبیعی را فراهم می‌کند.
– در برابر گرما، سرما، رطوبت و صدا مانند یک عایق عمل می‌کند.
– این نوع نمای شیشه‌ای با کاهش چشمگیر میزان هدررفت انرژی، منجر به کاهش هزینه‌های گرمایشی، خنک‌سازی و نورپردازی ساختمان می‌شود.
– می‌توان آن را به‌صورت ترمال بریک یا با استفاده از شیشه‌های دوجداره نصب نمود.
– مقاومت ساختمان را در مقابل نیروهای خارجی مانند طوفان، باد و بارندگی‌ها افزایش می‌دهد.
– در هنگام آتش‌سوزی باعث کندی یا جلوگیری از گسترش آتش بین طبقات ساختمان شوند.
– این نوع از نمای شیشه‌ای پرطرفدار، انعطاف‌پذیری بالایی در طراحی دارد.
– می‌توان این سیستم نما را برای ساختمان‌های کوچک یا بزرگ پیاده‌سازی نمود.
– امکان تعبیهٔ حسگر‌ها و همچنین تعبیهٔ هواکش‌های متعدد در این سیستم‌ها وجود دارد.

## معایب
– یکی از مهم‌ترین معایب این سیستم، نیاز به نگهداری منظم است. برای این‌که سیستم دیوار شیشه‌ای قادر باشد به خوبی از ورود رطوبت و باد جلوگیری کند، درزگیرهای به‌کار رفته در آن باید هر ۱۰ سال یا حداکثر ۱۵ سال یک بار تعویض شوند.
– هزینه و زمان لازم برای نصب این نوع از نمای شیشه‌ای بالا است. این هزینه ممکن است در مقایسه با انتخاب سایر نماهای شیشه‌ای بیشتر باشد.
– این نوع از نمای شیشه‌ای برای ساختمان‌هایی که نیاز به بالکن‌هایی با دسترسی وسیع به فضای بازدارند، مناسب نیست.

### تفاوت دیوار شیشه‌ای و نمای شیشه‌ای معمولی
به زبان ساده، تفاوت اصلی بین سیستم دیوار شیشه‌ای و نمای شیشه‌ای معمولی این است که نمای شیشه‌ای به‌طور ساختاری بین دال‌های بتن مسلح (دال‌های بتنی تقویت‌شده) معلق قرار می‌گیرد درحالی‌که دیوار شیشه‌ای توسط لنگرها از لبه‌های دال آویزان می‌شود یا بهتر است بگوییم به لبه‌های دال‌های بتنی تکیه می‌دهد. با این حال، پیچیدگی‌های بسیار بیشتری وجود دارد که این سیستم‌ها را از هم متمایز می‌کند.
از طرف دیگر، دیوار شیشه‌ای یک سیستم خود ایستا است و باری را به سازهٔ ساختمان اضافه نمی‌کند. علاوه بر این، نسبت به نمای شیشه‌ای در مقابل زلزله، تغییرات آب و هوایی (گرما، سرما، رطوبت، باد) مقاوم‌تر هستند.
از لحاظ هزینه باید گفت که هزینهٔ نصب سیستم دیوار شیشه‌ای تقریباً دوبرابر هزینهٔ یک نمای شیشه‌ای دوجداره معمولی است. هرچند هزینه تعمیر و نگهداری سیستم کرتین وال به صرفه تر است.
می‌توان گفت نمای شیشه‌ای برای ساختمان‌های مسکونی انتخاب مناسب‌تری هستند. سیستم دیوار شیشه‌ای به‌صورت یکپارچه و بدون فاصله نصب می‌شوند و برای ساختمان‌های تجاری که در آن‌ها پنجره‌های بازشو و بالکن‌های کاربرد کمتری دارند، مناسب هستند.